# Ángel de Echenique-Ubide
Ángel de Echenique-Ubide (Saragossa, 1916 - Madrid, 23 de febrer de 1995) va ser mestre, artista plàstic, periodista espanyol pioner i un dels fundadors de la Ràdio i la Televisió a Espanya.

## Biografia
Llicenciat en Filosofia i Lletres, Peritatge Industrial i Maestro nacional.
En la dècada dels quaranta s'instal·la en Madrid, i comença a treballar en Ràdio Nacional d'Espanya.
En 1947 va passar a la Cadena SER, en l'espai infantil dels pallassos Pototo i Boliche, prestant la seva veu al personatge creat per ell de nom Esparadrapo.
Ja en la dècada dels cinquanta s'incorpora a la llavors acabada de crear Radio Intercontinental, emissora en la qual prestaria el seu servei durant la resta de la seva trajectòria professional. En aquesta cadena va conduir espais molt populars en el seu moment com Rueda la bola - que va presentar durant 40 anys - així mateix va obtenir èxits pels seus programes, El auto de la fortuna Baile en su casa, Los cuentos del Tío Cheny, Sobre ruedas con Repsol, Amigos de la Carretera".
Dels seus famosíssims programes radiofònics van concursar i van saltar a la fama veus tan conegudes com les de Raphael, Rocío Jurado, Rocío Dúrcal, Julio Iglesias, entre molts.
Com a locutor de TV i Ràdio va treballar a Itàlia, Anglaterra, França, EUA, Cuba, i Brasil. La BBC li va encomanar transmetés des de Londres, per a tothom de parla espanyola, la coronació de Elisabet II.
Va ser qui primer va utilitzar les emissores volants -unitats mòbils- i va portar el telèfon a la ràdio i el primer a treure el micro als carrers. Va entrevistar personatges tan carismàtics com Alexander Fleming, Sofia Loren, Stanley Kramer, Julio Iglesias, Rita Hayworth, John Wayne, Joséphine Baker, Charles Aznavour, Alfredo Kraus, Plácido Domingo, Mario Moreno ¨Cantinflas¨, Lola Flores, Félix Revello de Toro, Antonio Banderas…
Així mateix, va ser un dels primers personatges radiófonicos que va obrir el micròfon de Ràdio Intercontinental a les obres del gran compositor i pianista Josué Bonnín de Góngora.
Va continuar en actiu fins al final dels seus dies i en l'última etapa va presentar Feliz fin de semana al costat de la seva esposa María Teresa Vico.
Com a artista, va realitzar exposicions de pintura amb la seva tècnica personal. Va exposar a Madrid, Barcelona, Sant Sebastià, Bilbao, el Canadà, els Estats Units i Mèxic. Va doblar nombroses pel·lícules i documentals. També va intervenir com a actor i director en diverses pel·lícules de l'època.
Va morir a conseqüència d'una aturada cardíaca.

## Premis
- 1957 Premi Ondas[6]
- 1970 Popular Diari Pueblo.
- Micròfon d'or de la Vila de Madrid.
- Antena de Oro 1994.